# 員潭子坑
員潭子坑，原寫為員潭仔坑，是臺灣新北市石碇區的一個地名，也是全區行政中心所在地，位於該區中部偏西北，範圍大致為潭邊里不含最北端及南部向北凹入缺口東側（石碇里東邊）的一小塊地。

## 歷史
台灣清治末期，員潭子坑地區為一街庄，稱為「員潭仔坑庄」，隸屬於文山堡。該庄西北與烏月庄、楓仔林庄、雙溪庄、排藔庄為鄰，東與玉桂嶺庄為鄰，南邊為崩山庄、烏塗窟庄、石碇街（西、北、東三面被員潭仔坑庄包圍），西邊為升高坑庄。
1901年（日治明治三十四年）11月，該庄隸屬於深坑廳，編入第十區。1903年（明治三十六年）4月，第十區的部分街庄與第九區的玉桂嶺庄合併為「石碇區」，該庄屬之。1920年（大正九年），該庄改制並雅化為「員潭子坑」大字，隸屬於臺北州文山郡石碇庄，大字下有「員潭子坑」、「外按」、「石崁」、「湳窟」、「下橫坪」、「上橫坪」、「九寮子埔」、「小粗坑」小字名。
戰後石碇庄改制為石碇鄉，隸屬於臺北縣，大字亦改制為村。2010年（民國99年）12月，臺北縣升格為新北市，石碇鄉改制為石碇區，村改制為里。

## 交通
國道5號又稱「北宜高速公路」，大致以西北—東南走向經過員潭子坑地區，未設交流道，但西北邊的石碇交流道距離甚近。由此往東南可達坪林、宜蘭、羅東、蘇澳等地；往西北可至南港銜接國道3號。
市道106乙線是連絡木柵、坪林的道路，經過本地區。由該處往西北可前往深坑、木柵等地，往東南可前往坪林接省道台9線。